# Pitcairnia koeneniana
Pitcairnia koeneniana là một loài thực vật có hoa trong họ Bromeliaceae. Loài này được E.Gross & Barthlott miêu tả khoa học đầu tiên năm 1997.